# Waduk Karangkates
Waduk Karangkates är en reservoar i Indonesien.   Den ligger i provinsen Jawa Timur, i den västra delen av landet, 700 km öster om huvudstaden Jakarta. Waduk Karangkates ligger 275 meter över havet. Arean är 10,9 kvadratkilometer. I omgivningarna runt Waduk Karangkates växer huvudsakligen savannskog. Den sträcker sig 5,2 kilometer i nord-sydlig riktning, och 8,7 kilometer i öst-västlig riktning.
Följande samhällen ligger vid Waduk Karangkates:
- Sumberpucung (35 285 invånare)